# دوشان یانیچیویچ
دوشان یانیچیویچ (صربی: Душан Јанићијевић؛ ۲۷ آوریل ۱۹۳۲ – ۵ ژوئیهٔ ۲۰۱۱) بازیگر اهل کشور صربستان بود. او از سال ۱۹۵۴ تا ۲۰۱۱ در بیش از صد فیلم ظاهر شد.
از فیلم‌ها یا برنامه‌های تلویزیونی که وی در آن نقش داشته‌است می‌توان به نبرد سوتیسکا، شاهزاده نفت، کوریولانوس، لحظه، مأموریت استادیوم، سقوط ایتالیا، و پل اشاره کرد.